# Оразалиев, Олжас Туленович
Олжас Туленович Оразалиев (род. 2 января 1980, Чимкент) — казахстанский боксёр, представитель полутяжёлой весовой категории. Выступал за национальную сборную Казахстана по боксу в 1998—2002 годах, серебряный призёр чемпионата Азии, чемпион Восточноазиатских игр, победитель и призёр турниров международного значения, участник летних Олимпийских игр в Сиднее. Ныне — тренер по боксу.

## Биография
Олжас Оразалиев родился 2 января 1980 года в городе Шымкенте Казахской ССР.
Впервые заявил о себе в боксе на международном уровне в сезоне 1998 года, выиграв бронзовую медаль на чемпионате мира среди юниоров в Буэнос-Айресе.
В 1999 году вошёл в основной состав казахстанской национальной сборной и побывал на чемпионате Азии в Ташкенте, откуда привёз награду серебряного достоинства, выигранную в зачёте полутяжёлой весовой категории.
В 2000 году выиграл серебряную медаль на Мемориале Ахмета Джёмерта в Стамбуле, взял бронзу на международном турнире Четырёх наций в Москве. Благодаря череде удачных выступлений удостоился права защищать честь страны на летних Олимпийских играх в Сиднее — в категории до 81 кг благополучно прошёл первых двоих соперников по турнирной сетке, тогда как в третьем четвертьфинальном бою досрочно в четвёртом раунде потерпел поражение от представителя Узбекистана Сергея Михайлова, который в итоге стал бронзовым призёром этого олимпийского турнира.
После сиднейской Олимпиады Оразалиев ещё в течение некоторого времени оставался в составе боксёрской команды Казахстана и продолжал принимать участие в крупнейших международных турнирах. Так, в 2001 году в полутяжёлом весе он одержал победу на Восточноазиатских играх в Осаке, победил здесь всех оппонентов, в том числе в финале взял верх над корейцем Сон Хак Соном.
В 2002 году боксировал на Кубке мира в Астане и на Азиатских играх в Пусане, где на стадии четвертьфиналов был остановлен узбеком Икромом Бердиевым.
Завершив спортивную карьеру в 2003 году, впоследствии занялся тренерской деятельностью, возглавлял молодёжную сборную Южно-Казахстанской области.